# Why Must I Always Explain?
«Why Must I Always Explain?» es una canción del músico norirlandés Van Morrison publicada en el álbum de 1991 Hymns to the Silence y como sencillo el mismo año. La canción usa la misma melodía de la canción de 1971 "Tupelo Honey" y es ocasionalmente interpretada en los conciertos de Morrison. 
A diferencia de otras canciones del músico, Morrison negó que parte o el conjunto de la canción fuese autobiográfica, y la definió como una respuesta a la prensa, a los críticos y a los seguidores sobre las demandas de su vida como músico. El propio Morrison explicó que la canción era "sobre esa gente que no es productiva, y que se creen autoridades sobre otros que hacen el trabajo, como yo... Ellos se convierten en autoridades, aunque no saben nada sobre eso".
En una entrevista concedida a Victoria Clarke en 1993, Morrison expresó que "no tengo realmente por qué explicarme a mí mismo porque no estoy realmente interesado en hacerlo. Si pudiera ir atrás, hubiera sido otro. Hubiera sido un político o una celebridad. Lo que quiero decir es que yo soy yo. Hago los álbumes, hago esta música y eso es todo, ya sabes". La canción contiene los versos: "It's not righteous indignation that makes me complain/It's the fact that I always have to explain" (lo cual puede traducirse al español como: "No es la indignación lo que me hace quejarme, / sino el hecho de que siempre tenga que explicarme").

## Personal
- Van Morrison: voz y guitarra eléctrica
- Neil Drinkwater: piano y acordeón
- Georgie Fame:  coros
- Steve Gregory:  flauta
- Paul Robinson: batería
- Nicky Scott: bajo